# Clusiodes stimulator
Clusiodes stimulator är en tvåvingeart som beskrevs av Caloren och Marshall 1998. Clusiodes stimulator ingår i släktet Clusiodes och familjen träflugor. Inga underarter finns listade i Catalogue of Life.